# Mormant
Mormant ist eine französische Gemeinde mit 5280 Einwohnern (Stand 1. Januar 2022) im Département Seine-et-Marne in der Region Île-de-France. Sie gehört zum Arrondissement Provins des Kantons Nangis. Die Einwohner werden Mormantais(es) genannt.

## Geographie
Mormant liegt etwa 35 Kilometer südöstlich von Paris. Umgeben wird Mormant von den Nachbargemeinden Aubepierre-Ozouer-le-Repos im Norden und Osten, Saint-Ouen-en-Brie im Südosten, Bombon im Süden, Saint-Méry im Südwesten sowie Champeaux im Westen.
An der nördlichen Gemeindegrenze verläuft der Fluss Avon. Durch die Gemeinde führt die frühere Route nationale 19.

## Bevölkerungsentwicklung
| Jahr      | 1962 | 1968 | 1975 | 1982 | 1990 | 1999 | 2006 | 2011 |
| Einwohner | 1308 | 1655 | 2970 | 3122 | 3603 | 4362 | 4338 | 4433 |

## Sehenswürdigkeiten

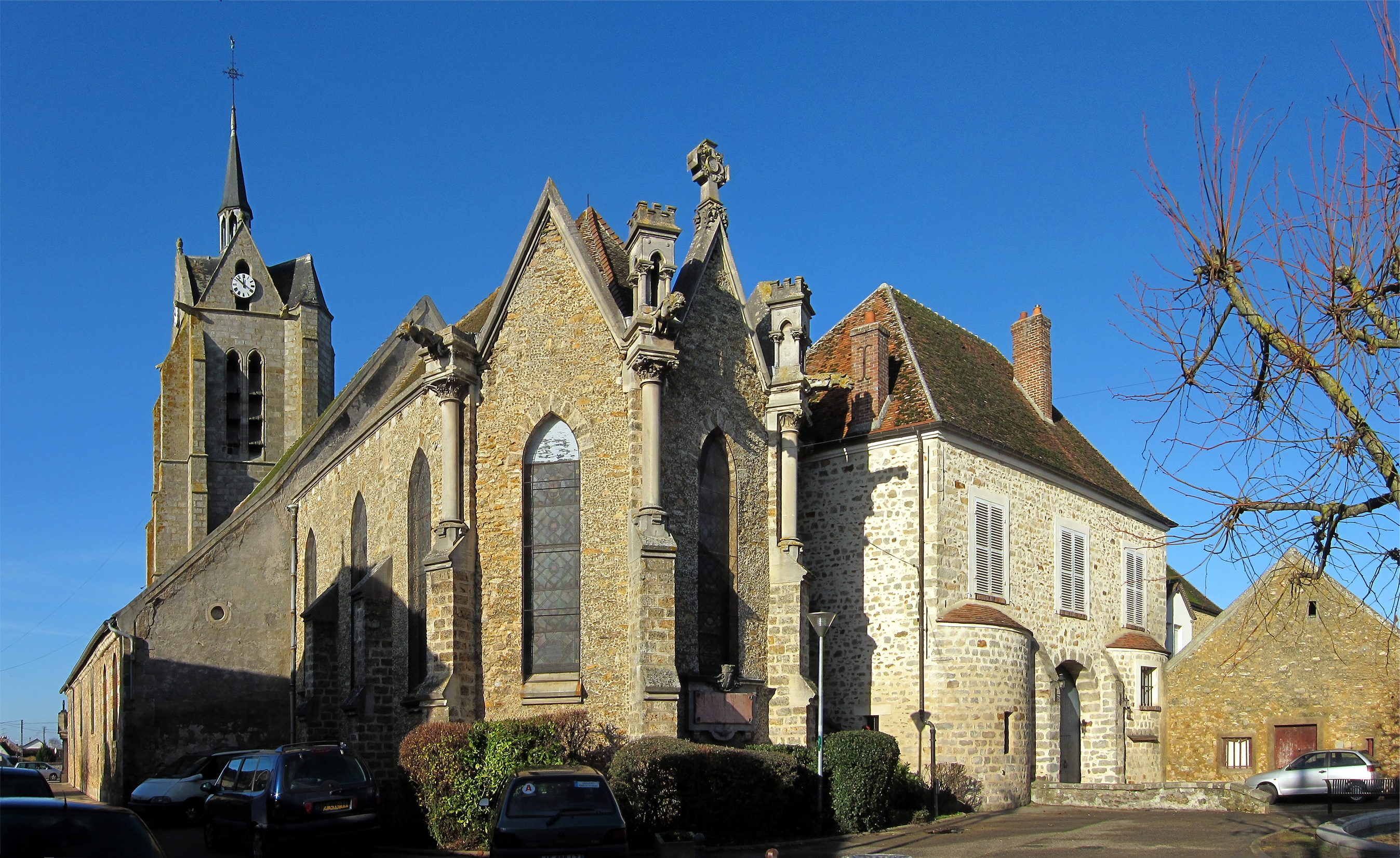
Kirche von Mormant

- Kirche
- Waschhaus
- königlicher Meilenstein
- Ruinen des Schlosses Mormant
- Bögen der Lady